# マスタード
マスタードとは

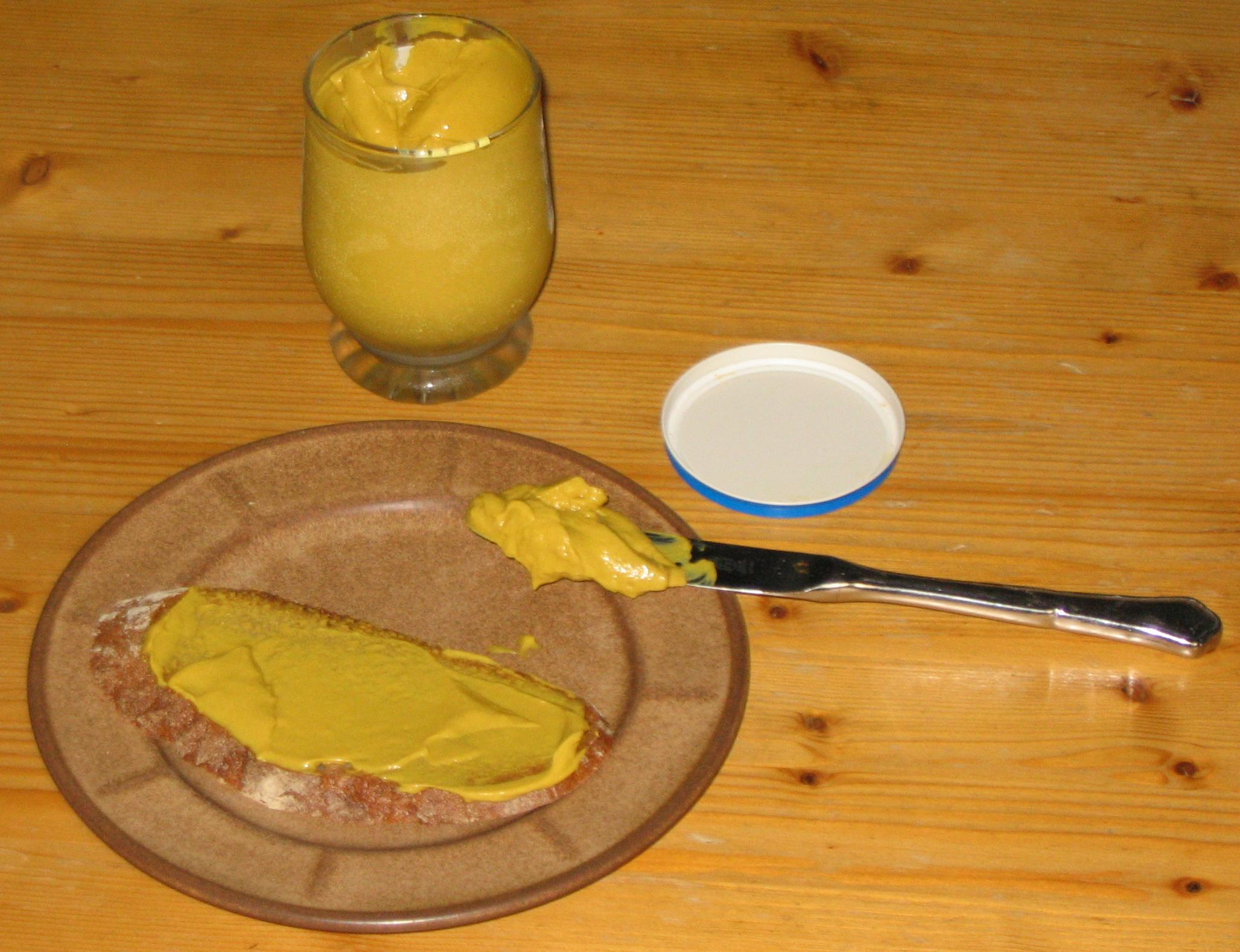
マスタード

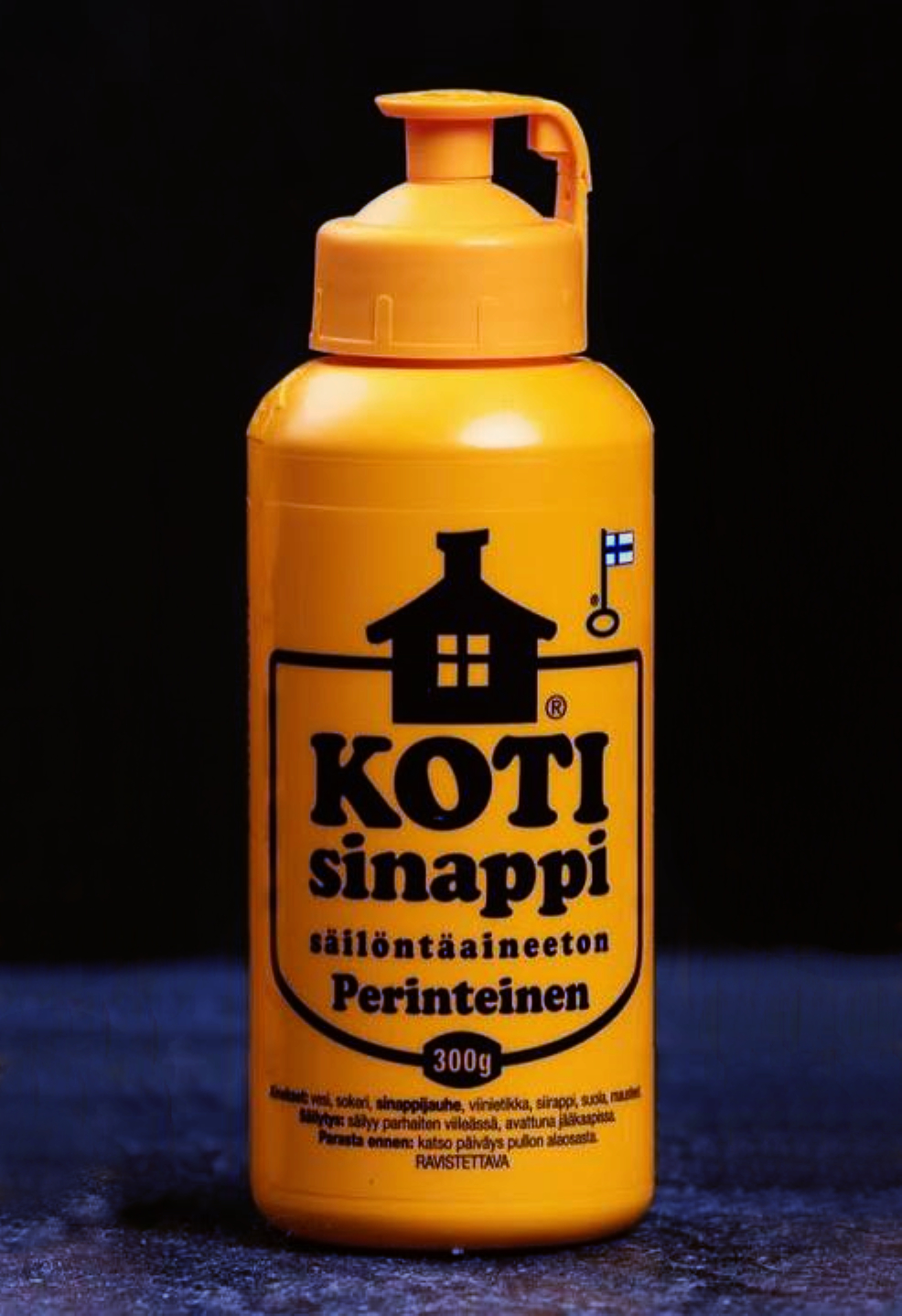
フィンランドのマスタード、コティシナッピ (Kotisinappi)

1. からしに酢などを混ぜた調味料、洋からしのこと。本項で詳述する。
2. 英語で「からし」全般のこと。

マスタード（仏: moutarde、独: Senf、英: mustard）は、カラシナ（イエローマスタードおよびブラウンマスタード、学名 Brassica juncea）やシロガラシ（ホワイトマスタード、学名 Sinapis alba、シノニム B. hirta または B. alba）の種子やその粉末に、水や酢、糖類や小麦粉などを加えて練り上げた調味料。カラシの風味と酢の酸味が持ち味である。

## 概要
洋がらしとも呼ぶ。肉料理に添えるほか、サンドイッチなどに使用される。マスタードは、多くのドレッシング、マリネの味付けに利用される。
日本では基本として、「マスタード」と言えば北アメリカのイエローマスタード、あるいはフランスの粒マスタードを指す。イエローマスタードは、味がマイルドでほとんど辛みがないため、ケチャップやマヨネーズのように使われる。ファーストフード店や露天商などでは、マスタードを黄色、ケチャップを赤色という一対の組み合わせの容器でセットされていることが多い。粒マスタードは主にソーセージやポトフなどの薬味として使用され、ケチャップとの組み合わせで容器を折って開封するディスペンパックの形態でも販売されている。
和がらしは英語でオリエンタルマスタードあるいはチャイニーズマスタードと呼ばれる。
またマスタードは植物のカラシナを指す言葉でもあり、文脈によっては、上記の植物や、その種子を指す場合もある。
マスタードは和がらしと比較した場合、相互に代用は利かないほど風味が異なる。

## 種類
各種のハーブやスパイスを配合した独特のマスタードが、世界各地に多数存在する。
なお、下記に示した種類は日本において知名度の高いものを挙げている。
イエローマスタード
アメリカンマスタードとも呼ばれ、アメリカ合衆国、カナダなど北米で日常的に用いられる。ターメリックによって鮮やかな黄色に色づけされており、辛みはほとんどなく、マイルドな酸味を持つ。ホットドッグなどには欠かせない調味料である。

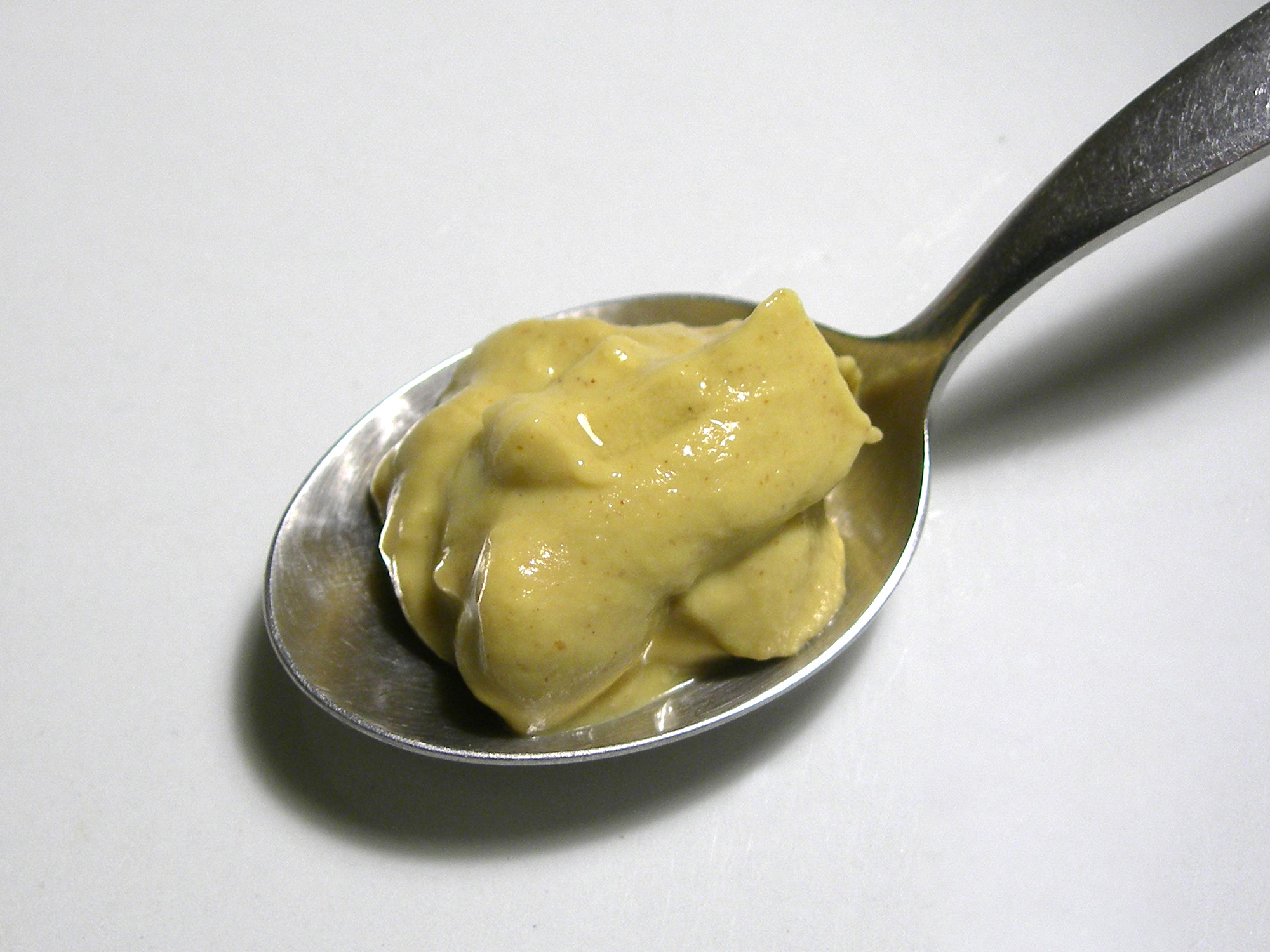
ディジョンマスタード
フランスのディジョンの伝統的レシピに則って作られる。
粒マスタード
ブラウンマスタードを粉に挽かずにそのまま使用したもの。ソーセージやポトフなどの薬味として好まれる。辛みは控え目。
ハニーマスタード
マスタードに蜂蜜を添加したもの。チキンやハムなど肉料理のソースとして使用される。